# Озге Улусой
Озге Улусой (тур. Özge Ulusoy; нар. 28 жовтня 1982 року, Анкара) — турецька модель, телеведуча, акторка кіно і телебачення. Фіналістка конкурсу Міс Туреччина 2003 року (посіла друге місце).

## Біографія
Народилася в 1982 році в Анкарі сім'ї колишнього верховного судді збройних сил Туреччини і колишнього майора. У Озге є старша сестра Нілай Улусой, доцент, академік двох університетів (Бахчешехир і Мармара), випускниця Сорбонни. Сама Озге закінчила факультет образотворчих мистецтв в університеті Хаджеттепе, університет Мімара Сінана образотворчих мистецтв і Університет Йедитепе, де отримала ступінь бакалавра за курсом класичного балету. У 12 років Озге була прийнята в балетну школу, але через травму змушена була залишити заняття.
У 2001 році Улусой брала участь у конкурсі «Elite Model Look», організованому американським агентством Elite Model Management, де посіла третє місце. Посол конкурсу її помітиа в агентстві Гаї Секмен і запропонував роботу. У 2003 році Улусой взяла участь в конкурсі «Міс Туреччина», де виборола друге місце, поступившись Тугбе Карадже. У тому ж році Улусой представляла Туреччину на конкурсі Міс Всесвіт, де її помітив глава модельного агентства Угуркан Ерез і запросив брати участь у дефіле Дженгіза Абазоглу.
У 2006 році крім роботи моделлю, Озге Улусой грає в телесеріалах, знімається в турецьких версіях світових реаліті-шоу («Вижили», «Танці з зірками» та інші) і музичних кліпах. У 2011 році пробує свої сили в кіно — грає роль Демет в комедії «Священна бутель 3: Дракула».

## Особисте життя
Була одружена з актором Илкером Інаноглу, шлюб розпався через 24 години через захоплення Улусой режисером Феррухом Ташдемиром. З серпня 2011 року зустрічається з бізнесменом Хаджі Сабанджі.

## Фільмографія
| Рік  |   | Українська назва            | Оригінальна назва                 | Роль                   |
| ---- | - | --------------------------- | --------------------------------- | ---------------------- |
| 2007 | с | -                           | Senin Uğruna                      | Burçak                 |
| 2008 | ф | Дерево бажання              | Dilek Ağacı                       | İblis (Şeytan)         |
| 2008 | с | Небезпечні вулиці           | Arka Sokaklar                     | Öğretmen Yeliz Balkan  |
| 2010 | ф | -                           | Ev                                | Guest star             |
| 2011 | ф | -                           | Kutsal Damacana 3: Dracoola       | Demet                  |
| 2011 | с | Величне століття. Роксолана | Muhtesem Yüzyil                   | Анна Ягеллонка         |
| 2012 | с | -                           | Türk'ün Uzayla Imtihani           | Prenses Alev           |
| 2012 | с | -                           | Yalan Dünya                       | Guest star             |
| 2013 | ф | -                           | Romantik Komedi 2: Bekarliga Veda | Gözde (as Özge Ulusoy) |
| 2014 | ф | -                           | Kadin Isi Banka Soygunu           | Nihal                  |
| 2016 | ф | -                           | Genis Aile 2: Her Türlü           | Sebnem                 |
| 2022 | ф | -                           | Iliski Doktoru                    | Aylin                  |